# 7174 Semois
7174 Semois (tên chỉ định: 1988 SQ) là một tiểu hành tinh nằm ở rìa ngoài của vành đai chính. Nó được phát hiện bởi Henri Debehogne ở Đài thiên văn La Silla ở Chile ngày 18 tháng 9 năm 1988. Nó được đặt theo tên Semois, a river of Bỉ và France.